# Fula filurer
Fula filurer (originaltitel: A-Haunting We Will Go) är en amerikansk komedifilm med Helan och Halvan från 1942 regisserad av Alfred L. Werker.

## Handling
Helan och Halvan blir frisläppta från fängelset och svarar på en tidningsannons med ett erbjudande om en resa till Ohio. Detta visar sig vara organiserat av en gangsterliga som vill få en kista transporterad till Ohio. Kistan innehåller en av deras gängmedlemmar som diskret vill lämna staden. Kistan  blir förväxlad med en snarlik som är rekvisita från en illusionist, och stor förvirring uppstår när gangstrarna vill få tag på sin kista.

## Om filmen
Ett skämt i filmen är hämtat från duons tidigare kortfilm Pippi i kvadrat från 1929.
Filmen finns utgiven på DVD och Blu-ray.

## Rollista (i urval)
- Stan Laurel – Stan (Halvan)
- Oliver Hardy – Ollie (Helan)
- Harry August Jensen – illusionisten Dante
- Sheila Ryan – Margo
- John Shelton – Tommy White
- Don Costello – Lake
- Elisha Cook Jr. – Frank Lucas
- James Bush – Joe Morgan
- Addison Richards – Malcolm Kilgore
- Willie Best – servitör[3]